# Caledargiolestes uniseries
Caledargiolestes uniseries är en trollsländeart som först beskrevs av Friedrich Ris 1915.  Caledargiolestes uniseries ingår i släktet Caledargiolestes och familjen Megapodagrionidae. Inga underarter finns listade i Catalogue of Life.